# Euryte notabilis
Euryte notabilis – gatunek widłonoga z rodziny Euryteidae.

## Systematyka
Gatunek ten jako pierwszy opisał Hans-Volkmar Herbst w 1989 roku. Autor nadał mu nazwę Ancheuryte notabilis, tworząc dla niego monotypowy rodzaj Ancheuryte. Miejsce typowe to rafy przy Cayo Enrique u wybrzeży Portoryko. Rodzaj Ancheuryte został później zsynonimizowany z Euryte.